# Craniospermum subfloccosum
Craniospermum subfloccosum är en strävbladig växtart som beskrevs av Porphyriy Nikitich Krylov. Craniospermum subfloccosum ingår i släktet Craniospermum, och familjen strävbladiga växter. Inga underarter finns listade i Catalogue of Life.